# کانتر استرایک: سورس
کانتر استرایک: سورس (به انگلیسی: Counter-Strike: Source) یک بازسازی از بازی کانتر استرایک (۲۰۰۰) است که با موتور سورس توسعه یافته توسط شرکت ولو در سال ۲۰۰۴ میلادی برای سیستم عامل ویندوز منتشر شد.

## گیم پلی
همانند نسخه اصلی، در این بازی ۲ گروه تروریست و ضد تروریست وجود دارند که وظیفه گروه تروریست بمب گذاشتن و وظیفه گروه ضد تروریست خنثی‌سازی بمب و کشتن تروریست‌ها است.Counter-Strike: Source سبک گیم‌پلی تیراندازی اول شخص تیمی و مبتنی بر از بین بردن اهداف را حفظ کرده است. هدف اصلی در هر مپ، تکمیل مأموریت مشخص شده است: خنثی کردن بمب، نجات تمام گروگان‌ها، یا حذف کامل تیم مقابل. پیروزی نهایی در بازی به معنای بردن تعداد دورهای بیشتر نسبت به تیم حریف است. وقتی بازیکنان کشته می‌شوند، تا شروع دور بعدی امکان بازگشت ندارند (البته این موضوع بسته به تنظیمات سرور ممکن است متفاوت باشد). این ویژگی گیم‌پلی، Counter-Strike را از دیگر بازی‌های تیراندازی اول شخص متمایز می‌کند که در آن‌ها بازیکنان بلافاصله یا پس از تأخیر کوتاهی دوباره زنده می‌شوند.
تیراندازی حین حرکت، دقت را به شدت کاهش می‌دهد، و نگه داشتن ماشه برای شلیک پیوسته، ری‌کویل (پس‌زدگی) شدیدی ایجاد می‌کند. میزان آسیب وارد شده توسط سلاح‌ها به محل اصابت گلوله بستگی دارد، به طوری که ضربه به سر کشنده‌ترین حالت ممکن است و شلیک به نقاط دیگر بدن آسیب کمتری وارد می‌کند. فاصله از هدف و استفاده از تجهیزات محافظتی نیز بر میزان آسیب تأثیرگذار است.

## نسخه‌های بعدی
در ۱۲ اوت ۲۰۱۱، شرکت ولو اعلام کرد که در حال تولید نسخه جدیدی از کانتر-استرایک با عنوان Counter-Strike: Global Offensive است. توسعه این بازی از مارس ۲۰۱۰ آغاز شد، زمانی که استودیو Hidden Path Entertainment قصد داشت نسخه Counter-Strike: Source را قبل از پایان عمر آن به کنسول‌های بازی منتقل کند. در طول فرآیند توسعه، ولو این فرصت را دید تا این پروژه را به یک بازی کامل تبدیل کند و گیم‌پلی نسخه قبلی را گسترش دهد.
در سال ۲۰۲۳، Global Offensive به Counter-Strike 2 تبدیل شد که تمام محتوای بازی را به موتور Source 2 منتقل کرد. این تغییر، بهبودهای گرافیکی و عملکردی قابل توجهی را به همراه داشت و تجربه‌ای نسل جدید از این عنوان محبوب را ارائه داد.

## بازتاب‌ها
| گردآورنده | امتیاز |
| --------- | ------ |
| متاکریتیک | ۸۸/۱۰۰ |

| ناشر      | امتیاز |
| --------- | ------ |
| وان‌آپ.کام | A      |

کانتر استرایک سورس بازخوردهای مثبتی از سوی وب‌سایت‌ها و مجلات معتبر دریافت کرد ولی جامعه گیمر رقیب، بازیکنان نسخه اصلی بازی، معتقدند سقف مهارت در این بازی به طرز چشمگیری در مقایسه با کانتر استرایک ۱٫۶ پایین‌تر است.